# Migration
Migration es el tercer álbum de estudio de la banda estadounidense de hard rock The Amboy Dukes, publicado en 1969 por Mainstream Records. En este álbum, Rusty Day reemplazó como cantante a John Drake. La canción "I'm Not a Juvenile Delinquent" es una versión de la canción de Frankie Lymon and The Teenagers de 1956.

## Lista de canciones
1. "Migration" (Nugent) – 6:06
2. "Prodigal Man" (Nugent) – 5:48
3. "For His Namesake" (Steve Farmer) – 4:26
4. "I'm Not a Juvenile Delinquent" (Levy) – 1:53
5. "Good Natured Emma" (Nugent) – 4:37
6. "Inside the Outside" (Farmer) – 3:22
7. "Shades of Green and Grey" (Farmer) – 3:05
8. "Curb Your Elephant" (Solomon) – 3:49
9. "Loaded for Bear" (Nugent) – 3:05

### Bonus tracks de la edición en CD
1. "J.B. Special" (Nugent, Farmer) – 2:32
2. "Sobbin' in My Mug of Beer" (Nugent, Farmer) – 2:21

## Créditos
- Rusty Day – voz
- Ted Nugent – guitarra
- Steve Farmer – guitarra, voz
- Greg Arama – bajo
- Dave Palmer – batería
- Andy Solomon – teclados